# Vesiku jõgi
Vesiku jõgi är ett 13 km långt vattendrag i Estland. Det ligger i landskapet Saaremaa (Ösel), i den västra delen av landet, 200 km sydväst om huvudstaden Tallinn. 
Vesiku jõgi ligger på ön Ösel och mynnar i viken Kiirassaare laht på öns västsida.